# پرفتی ون میله
پرفتی ون میله (انگلیسی: Perfetti Van Melle) شرکت صنایع غذایی ایتالیایی است، که در سال ۲۰۰۱ توسط اجیدیو پرفتی تأسیس شد.